# Kujō Naozane
Kujō Naozane (九条 尚実, 29 juillet 1717-1er novembre 1787), fils du régent Kujō Sukezane et fils adopté de son neveu Kujō Tanemoto, est un noble de cour japonais (kugyō) de la période Edo (1603-1868). Kujō Michisaki est son fils. 

## Fonctions
Kujō Naozane occupe les fonctions de régent impérial dans l'ordre suivant :
- kampaku (1778-1779) ;
- sesshō (1779-1785) ;
- daijō-daijin (1780-1781) ;
- kampaku (1785-1787).

## Source de la traduction
- (en) Cet article est partiellement ou en totalité issu de l’article de Wikipédia en anglais intitulé « Kujō Naozane » (voir la liste des auteurs).